# Portland (Connecticut)
Portland is een plaats (town) in de Amerikaanse staat Connecticut, en valt bestuurlijk gezien onder Middlesex County.

## Demografie
Bij de volkstelling in 2000 werd het aantal inwoners vastgesteld op 8732.

## Geografie
Volgens het United States Census Bureau beslaat de plaats een oppervlakte van
64,5 km², waarvan 60,6 km² land en 3,9 km² water.

## Plaatsen in de nabije omgeving
De onderstaande figuur toont nabijgelegen 'incorporated' en 'census-designated' plaatsen in een straal van 16 km rond Portland.